# Urszula Pająk
Urszula Feliksa Pająk (ur. 21 kwietnia 1950 w Skarżysku-Kamiennej, zm. 14 stycznia 2018 tamże) – polska polityk, związkowiec, działaczka społeczna, posłanka na Sejm II kadencji.

## Życiorys
Córka Mariana i Ireny. Posiadała wykształcenie średnie, ukończyła w 1969 Liceum Ogólnokształcące nr 2 im. Adama Mickiewicza w Skarżysku-Kamiennej.
Do czasu przejścia na emeryturę pracowała w Polskich Kolejach Państwowych. Działała także w branżowych związkach zawodowych. Pełniła m.in. funkcję wiceprzewodniczącej Federacji Związków Zawodowych Pracowników PKP.
Z ramienia Sojuszu Lewicy Demokratycznej w latach 1993–1997 sprawowała mandat posła na Sejm II kadencji, wybranego w okręgu Kielce. Zasiadała w Komisji Polityki Społecznej oraz Komisji Transportu, Łączności, Handlu i Usług. Bez powodzenia ubiegała się o reelekcję. Przez dwie kadencje była także radną skarżyskiej rady miasta.
Prowadziła działalność społeczną w ramach organizacji ekologicznych. Pełniła funkcję koordynatorki kampanii „Zrobione, Docenione, Wiele warte...” w województwie świętokrzyskim.
Odznaczona Srebrnym (1997) i Złotym (2004) Krzyżem Zasługi.
Pochowana na cmentarzu komunalnym w Skarżysku-Kamiennej.